# Kihelkonna (Landgemeinde)
Kihelkonna (Kihelkonna vald) ist eine ehemalige Landgemeinde im Nordwesten der estnischen Insel Saaremaa. Sie gehörte verwaltungsmäßig zum Kreis Saare. 2017 fusionierten alle Gemeinden auf Saaremaa zur neuen Landgemeinde Saaremaa.

## Dörfer
Neben dem Hauptort Kihelkonna gehörten zur Landgemeinde die Dörfer Abaja, Abula, Kallaste, Kalmu, Karujärve, Kehila, Kiirassaare, Kõõru, Kõruse, Kotsma, Kuralase, Kuremetsa, Kurevere, Kuumi, Kuusiku, Läägi, Lätiniidi, Liiva, Loona, Mäebe, Metsaküla, Neeme, Odalätsi, Oju, Pajumõisa, Pidula, Rannaküla, Rootsiküla, Sepise, Tagamõisa, Tammese, Tohku, Undva, Üru, Vaigu, Varkja, Vedruka, Veere, Viki, Vilsandi und Virita.

## Inseln
Zum Gebiet der Landgemeinde gehörten auch die Inseln Allikarahu, Antsulaiud, Kalarahu, Kullipank, Laiarahu, Mustarahu, Mustpank, Noogimaa, Oju rahu, Pihlalaht, Rannasitik, Sepasitik, Telve Kuivarahu, Telvemaa, Vaika saared, Vasikalaid, Vesiloo und Vilsandi einschließlich des gesamten Nationalparks Vilsandi.

## Bilder

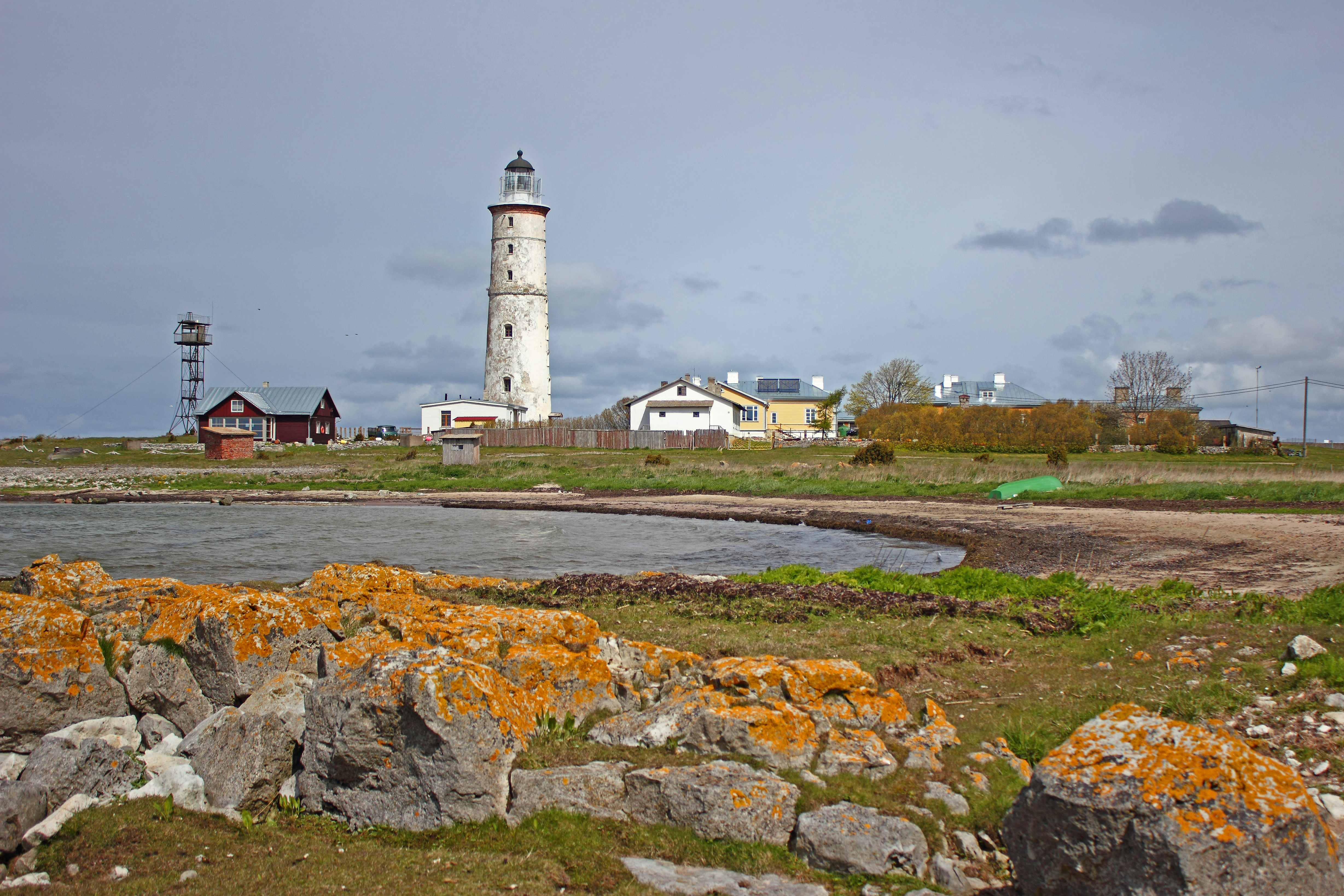
Leuchtturm auf der Insel Vilsandi
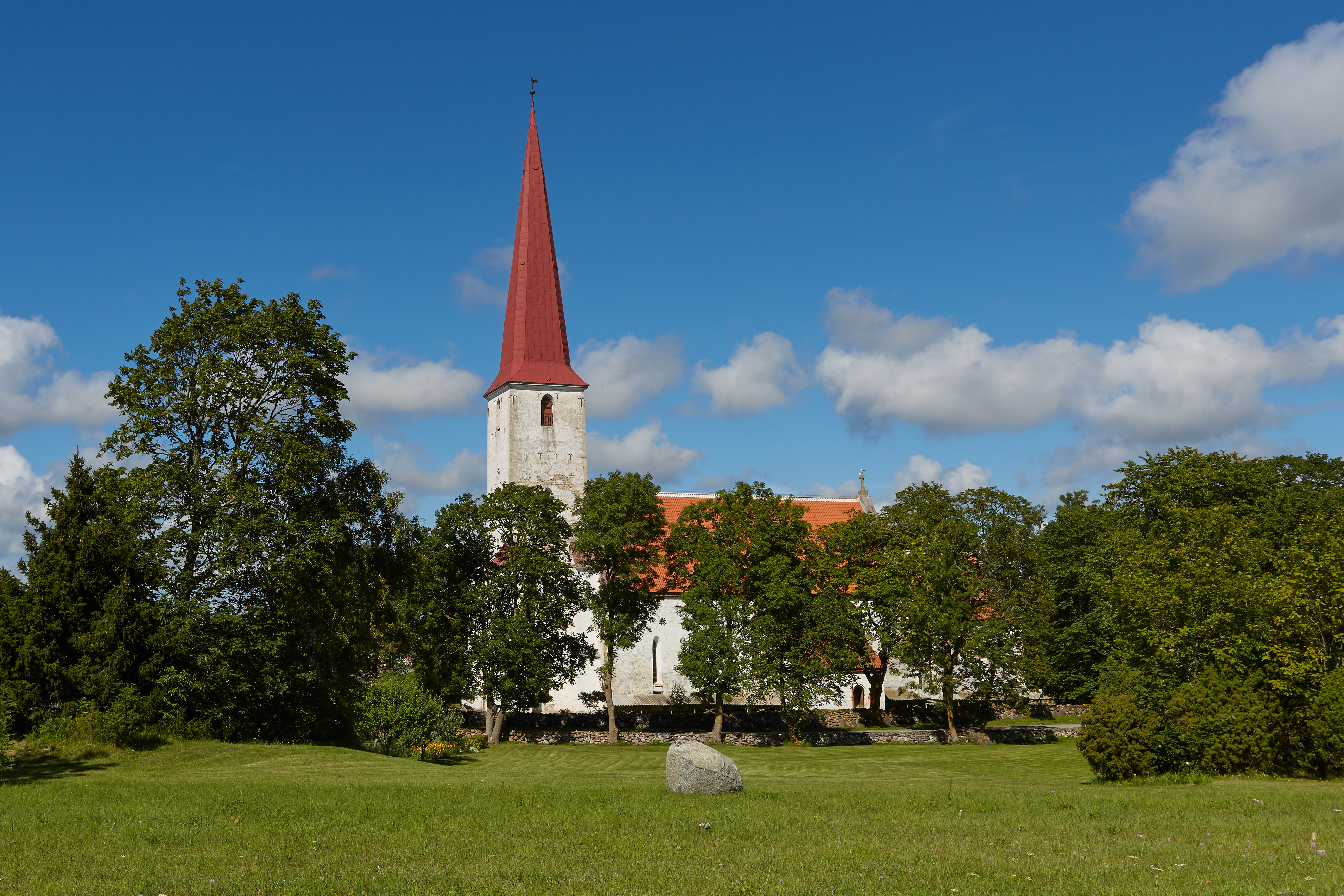
Kirche von Kihelkonna
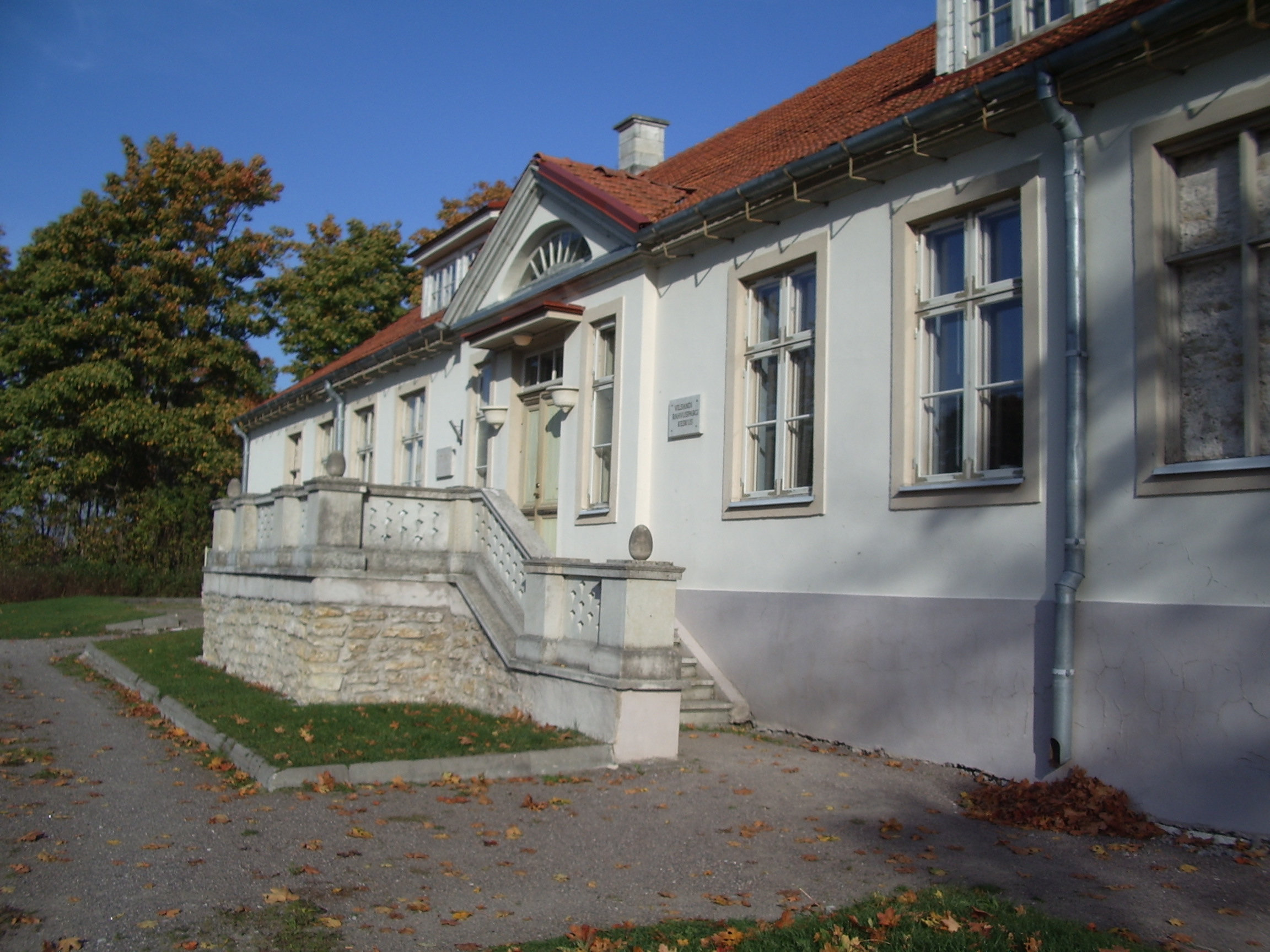
Herrenhaus Loona
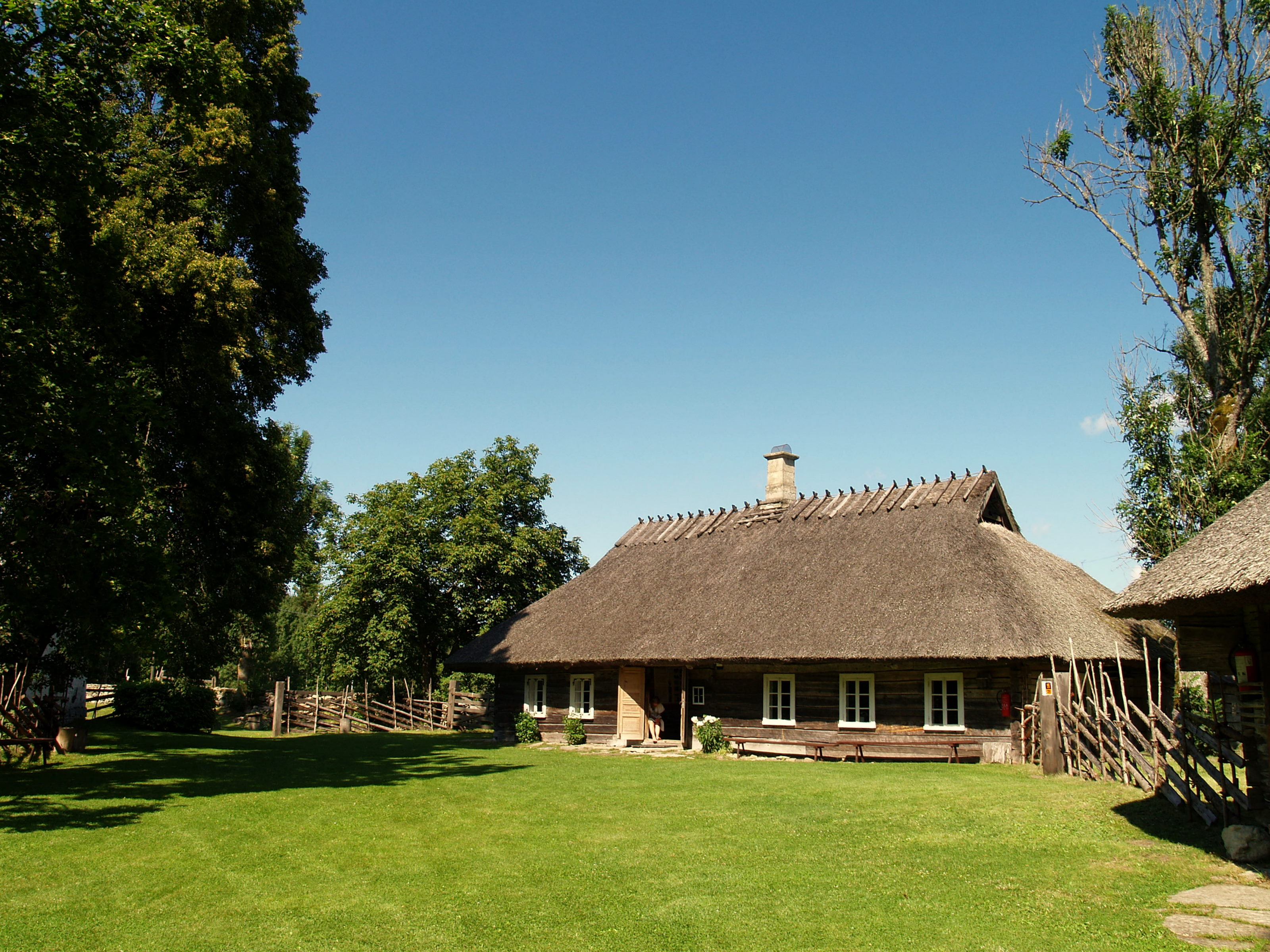
Bauernhofmuseum Mihkli im Dorf Viki
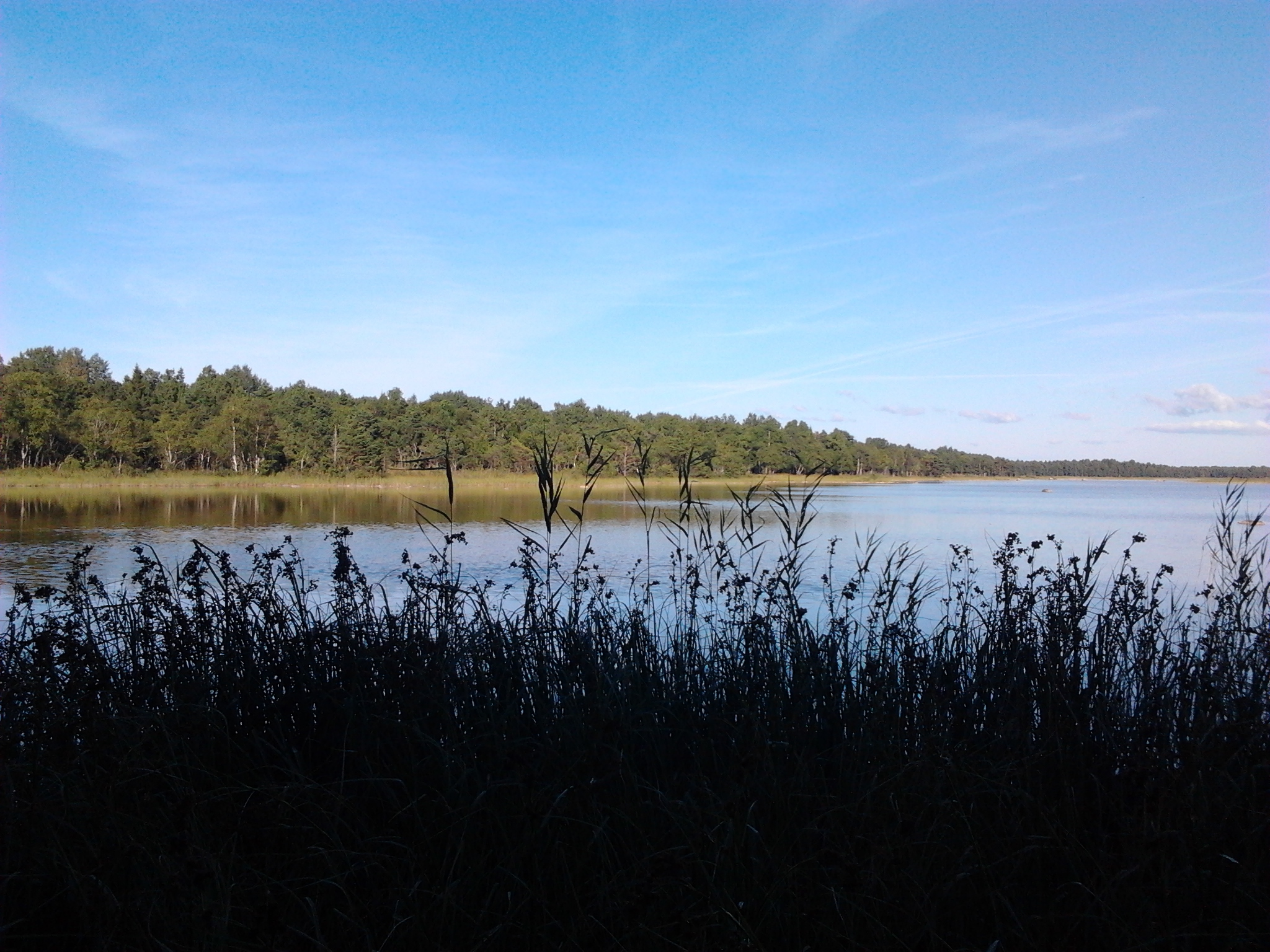
Der Killatu-See
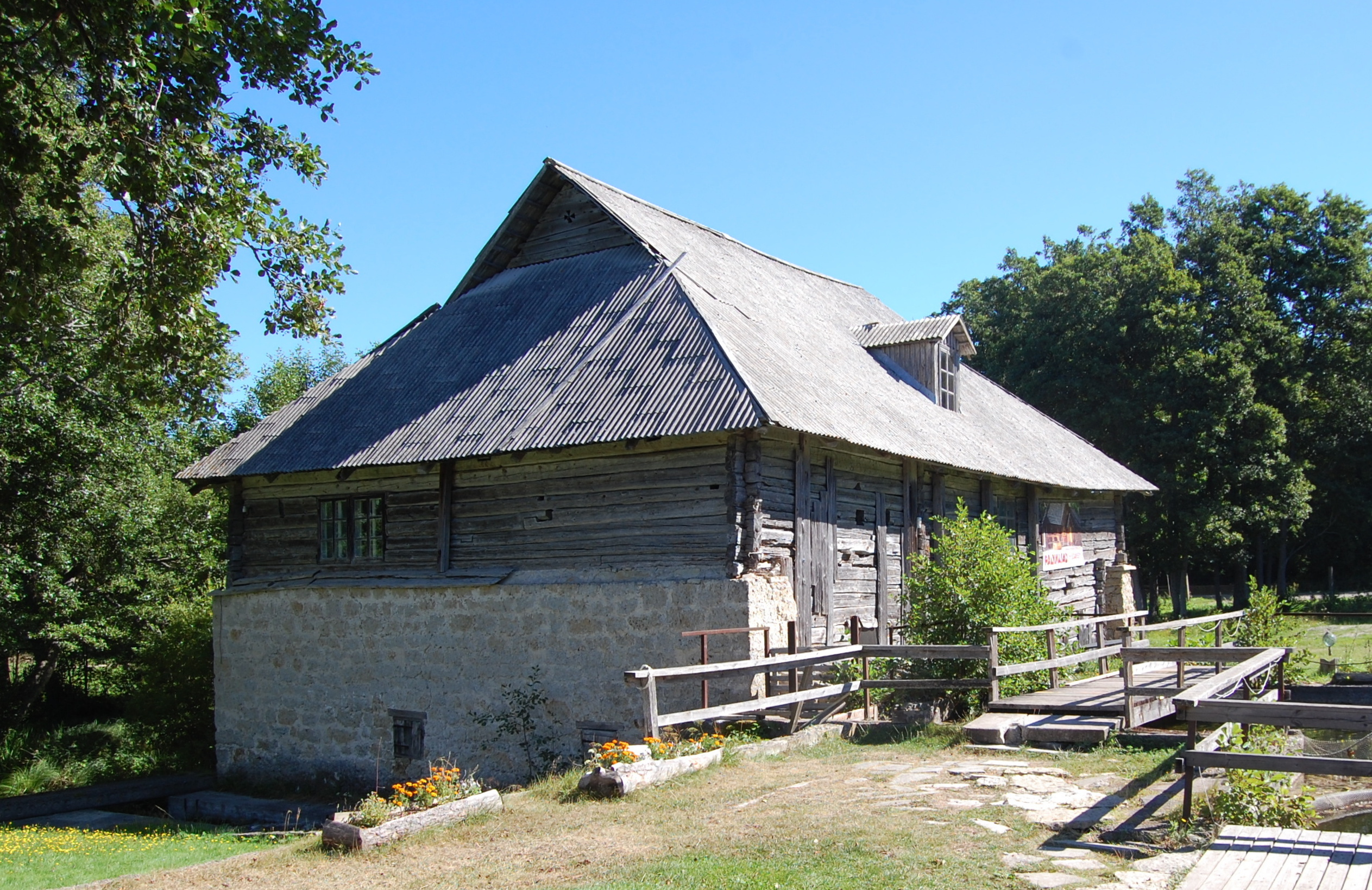
Alte Wassermühle in Pidula
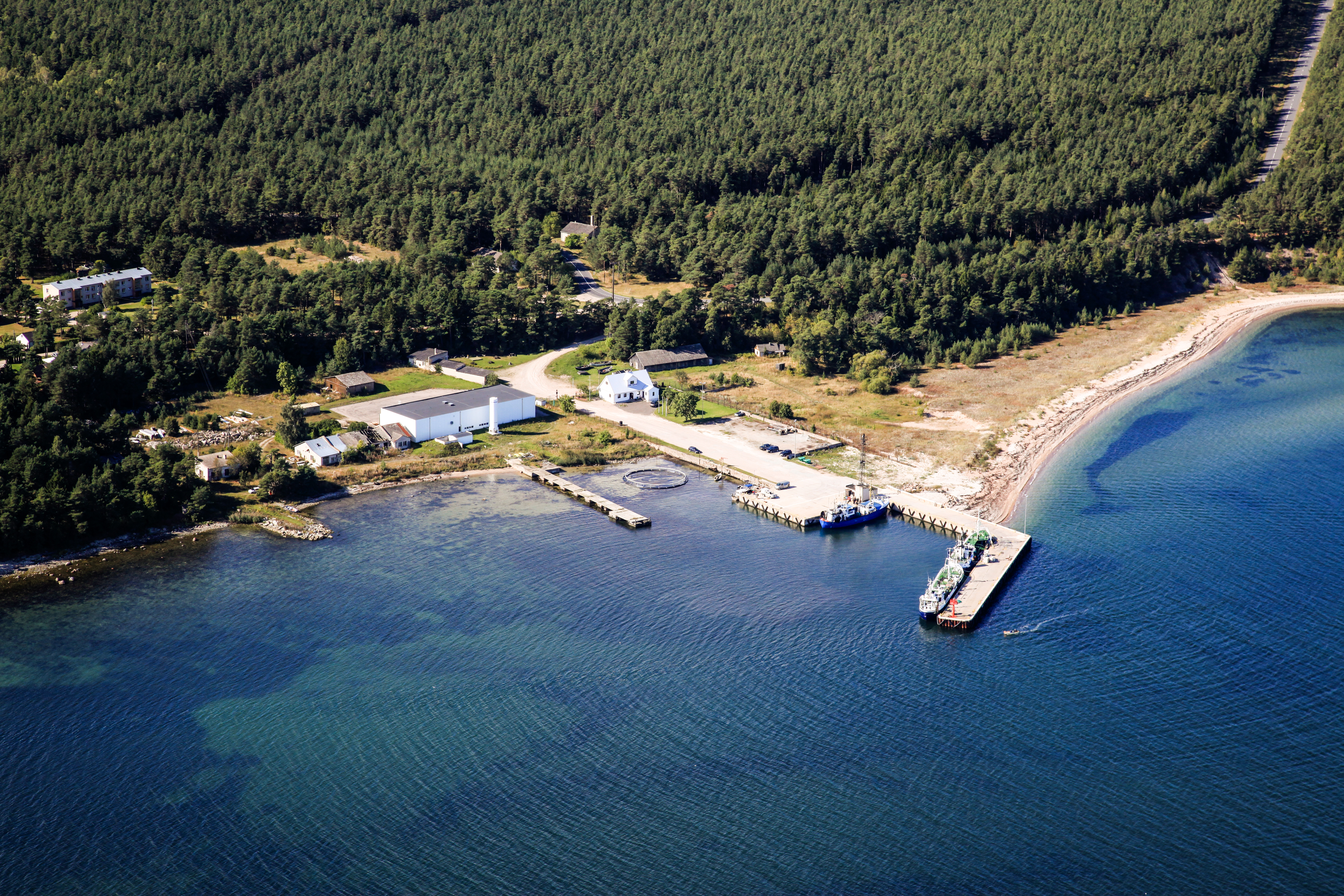
Hafen Veere